# Automolis confederationis
Automolis confederationis är en fjärilsart som beskrevs av Sergius G. Kiriakoff 1961. Automolis confederationis ingår i släktet Automolis och familjen björnspinnare. Inga underarter finns listade i Catalogue of Life.